# Heim ins Reich

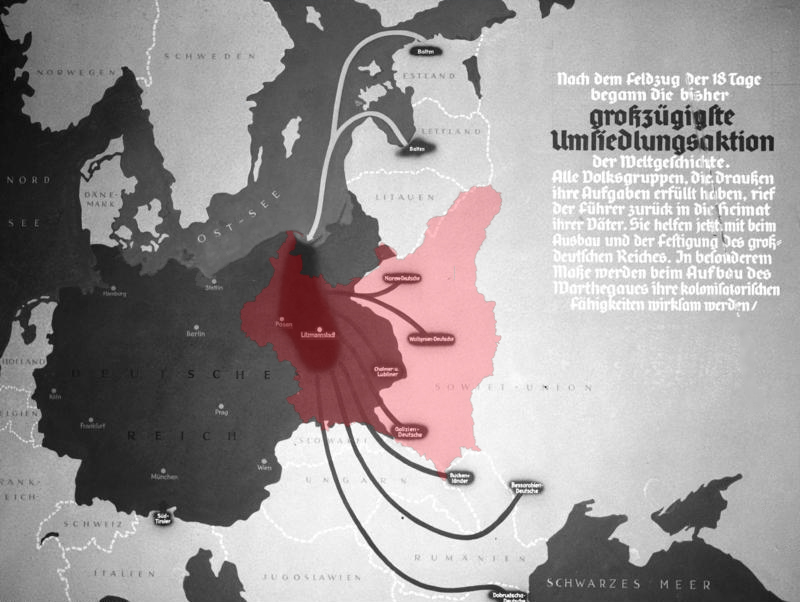
Germania nazista nel 1939 (grigio scuro) dopo la conquista della Polonia; con sacche di coloni tedeschi portati nei territori annessi della Polonia dalla "sfera di influenza" sovietica. Manifesto di propaganda nazista sovrapposto con il contorno rosso della Polonia assente nella stampa originale.

L'Heim ins Reich fu la linea seguita in politica estera da Adolf Hitler a partire dal 1938. Lo scopo dell'iniziativa fu di convincere tutti i Volksdeutsche, ossia i tedeschi "etnici", che vivevano al di fuori della Germania nazista (ad esempio in Austria, Cecoslovacchia e nei distretti occidentali della Polonia) che avrebbero dovuto sforzarsi per riportare queste regioni "a casa" nella Grande Germania, ma anche di trasferirsi fisicamente dai territori che non erano sotto il controllo tedesco, in seguito alla conquista della Polonia, in conformità con il patto nazi-sovietico. Il manifesto Heim ins Reich prese di mira le aree cedute con il trattato di Versailles al neonato Stato polacco in modo particolare le aree abitate da significative popolazioni etniche tedesche, come i Sudeti, Danzica, e le regioni sudorientali e nordorientali dell'Europa.
L'attuazione della linea politica fu gestita dal VoMi (Hauptamt Volksdeutsche Mittelstelle o "Direzione generale del benessere dei tedeschi etnici"): in quanto agenzia statale dell'NSDAP, si occupò di tutte le questioni legate ai Volksdeutsche, nel 1941 il VoMi passò sotto il controllo delle SS.

## Storia
La fine della prima guerra mondiale in Europa fece emergere i nuovi "problemi delle minoranze" nelle aree legate al crollo degli imperi tedesco e austro-ungarico: il risultato della Conferenza di pace di Parigi del 1919, portò più di 9 milioni di tedeschi etnici a vivere negli stati di nuova costituzione come la Polonia, la Cecoslovacchia, la Romania e la Jugoslavia. A differenza dei nuovi stati sovrani, la Germania non fu tenuta a firmare i trattati di minoranza.
Prima dell'Anschluss nel 1938, un potente trasmettitore radio posizionato a Monaco intensificò le trasmissioni della propaganda in Austria con ciò che Hitler aveva già fatto per la Germania e con ciò che poteva fare per l'Austria, il suo paese natale. L'annessione dell'Austria fu presentata dalla stampa come la marcia delle forze armate tedesche nella presunta terra tedesca:"Come rappresentanti di una volontà generale tedesca di unità, per stabilire la fratellanza con il popolo e i soldati tedeschi". In modo simile, l'ultimatum tedesco del 1939 alla Lituania, che portò all'annessione di Memel alla Repubblica, fu glorificato come "l'ultima fase della progresso della storia".
Dopo l'Anschluss con l'Austria, la Germania rese popolare lo slogan "Ritorno nel Reich" tra i tedeschi dei Sudeti. Durante la crisi ceca, Hitler visitò il Festival tedesco della ginnastica e dello sport a Breslavia: la squadra dei Sudeti sfilò sotto la tribuna VIP, dove si trovava Hitler, al grido "Torna nel Reich!". Josef Goebbels annotò nel suo diario che "La gente urlava, applaudiva e piangeva. Il Führer era profondamente commosso".
In concomitanza con le annessioni ci fu l'inizio dei tentativi di pulizia etnica dei non tedeschi sia in Germania che nelle aree destinate a far parte della Grande Germania. In alternativa, Hitler tentò anche di germanizzare coloro che furono considerati etnicamente o razzialmente abbastanza vicini ai tedeschi da essere "degni di essere mantenuti" come parte di una futura nazione tedesca, come ad esempio la popolazione del Lussemburgo. La Germania considerò ufficialmente tali popolazioni come tedesche, ma non parte del Grande Reich tedesco, fu quindi la propaganda a promuovere questo obiettivo in vista della loro integrazione: questi tentativi furono in gran parte impopolari con gli obiettivi della germanizzazione. In un referendum del 1941, i cittadini del Lussemburgo espressero fino al 97% di pareri contrari al diventare cittadini della Germania nazista.
La propaganda fu diretta anche ai tedeschi al di fuori della Germania nazista affinché tornassero come regioni territoriali o come singoli individui di altre regioni. Hitler sperò di sfruttare appieno questa "diaspora tedesca". Come parte di uno sforzo per attirare i tedeschi di etnia tedesca in Germania, il popolare Heimatbriefe o "lettere dalla patria" furono inviate agli immigrati tedeschi negli Stati Uniti. La reazione fu nel complesso negativa, soprattutto perché le lettere aumentarono sempre più di volume. Goebbels sperò anche di utilizzare i tedeschi-statunitensi per tenere gli USA neutrali durante la guerra, ma le sue azioni produssero invece una grande ostilità nei confronti dei propagandisti nazisti. I giornali nell'Ucraina occupata, al contrario, stamparono degli articoli sugli eventi antecedenti al dominio tedesco sull'Ucraina, come gli avvenimenti a tema Caterina la Grande e i Goti.
Heim ins Reich nella terminologia e nella propaganda nazista si riferì anche agli ex territori del Sacro Romano Impero. Joseph Goebbels descrisse nel suo diario che il Belgio e i Paesi Bassi erano soggetti alla politica di Heim ins Reich nel 1940, infatti il Belgio sarebbe stato perso contro la Francia dall'Impero austriaco nel 1794 e ciò giustificava la propaganda dello slogan.
La politica per l'espansione tedesca fu pianificata come parte del Generalplan Ost per continuare più a est in Polonia, negli stati baltici e nell'Unione Sovietica, creando così una Grande Germania dal Mare del Nord agli Urali.

## "Heim ins Reich" nella Polonia occupata 1939-1944
Il motto Heim ins Reich  fu applicato anche a una seconda iniziativa politica strettamente correlata che comportò lo spostamento e il trasferimento di comunità etnicamente tedesche Volksdeutsche dai paesi dell'Europa centrale e orientale nella "sfera di influenza" sovietica, i cui antenati vi si stabilirono durante l'Ostsiedlung dei secoli precedenti. Il governo nazista stabilì quale di queste comunità non fosse "vitale", iniziò la propaganda tra la popolazione locale e prese accordi e organizzò il trasporto di tali comunità. L'uso di tattiche terroristiche nei confronti dell'Unione Sovietica portò alla partenza di decine di migliaia di persone. Tra questi furono inclusi i tedeschi etnici della Bucovina, Bessarabia, Dobrugia e Jugoslavia: ad esempio, dopo che i sovietici assunsero il controllo della Bucovina settentrionale nel novembre 1940, circa 45000 tedeschi etnici lasciarono la regione, ciò fu permesso da Stalin per paura che sarebbero rimasti fedeli alla Germania.
| Territorio di origine                                      | Anno      | Numero di reinsediati Volksdeutsche |
| ---------------------------------------------------------- | --------- | ----------------------------------- |
| Tirolo (vedi Opzioni in Alto Adige)                        | 1939–1940 | 83000                               |
| Lettonia e Estonia                                         | 1939–1941 | 69000                               |
| Lituania                                                   | 1941      | 54000                               |
| Volinia, Galizia, Nerewdeutschland                         | 1939–1940 | 128000                              |
| Governatorato Generale                                     | 1940      | 33000                               |
| Bucovina Settentrionale e Bessarabia                       | 1940      | 137000                              |
| Romania (Bucovina Meridionale and Dobrugia Settentrionale) | 1940      | 77000                               |
| Regno di Jugoslavia                                        | 1941–1942 | 36000                               |
| Unione Sovietica (confini pre-1939)                        | 1939–1944 | 250000                              |
| Totale                                                     | 1939–1944 | 867000                              |

Nella regione della Grande Polonia (Wielkopolska), unita insieme al distretto di Łódź e soprannominata Wartheland dai tedeschi, l'obiettivo dei nazisti fu la completa germanizzazione, o assimilazione politica, culturale, sociale ed economica del territorio nel Reich tedesco. Nel perseguimento di questo obiettivo, la burocrazia installata rinominò strade e città, sequestrò decine di migliaia di imprese polacche, dalle grandi imprese industriali ai piccoli negozi, senza un pagamento ai proprietari. Quest'area comprendeva 350000 di questi "tedeschi etnici" e 1700000 di polacchi ritenuti germanizzabili, inclusi circa duecentomila bambini sottratti ai loro genitori (più circa 400000 coloni tedeschi del "Vecchio Reich"). Furono alloggiati nelle fattorie lasciate vacanti in seguito all'espulsione dei polacchi locali. I membri militanti del partito furono inviati ad insegnare come essere "veri tedeschi". La Gioventù hitleriana e la Lega delle ragazze tedesche inviarono dei giovani per il "servizio orientale", che prevedeva (in particolare per le ragazze) l'assistenza negli sforzi di germanizzazione. Furono molestati dai partigiani polacchi di Armia Krajowa durante la guerra. Quando la Germania nazista perse la guerra, questi tedeschi etnici furono espulsi nella restante Germania.
Eberhardt cita le stime dell'afflusso etnico tedesco fornite da Szobak, Łuczak e un rapporto collettivo, che vanno da 404612 (Szobak) a 631500 (Łuczak). Anna Bramwell afferma che 591000 tedeschi etnici si trasferirono nei territori annessi e dettaglia le aree di origine dei coloni come segue: 93000 provenivano dalla Bessarabia, 21000 dalla Dobrugia, 98000 dalla Bucovina, 68000 dalla Volinia, 58000 dalla Galizia, 130000 dalla Stati baltici, 38000 dalla Polonia orientale, 72000 dai Sudeti e 13000 dalla Slovenia. Durante "Heim ins Reich", i tedeschi si stabilirono nelle case dei polacchi espulsi.
In più, circa 400000 persone tra funzionari tedeschi, personale tecnico e impiegati, furono inviati in quelle aree per amministrarle, secondo "Atlas Ziem Polski" citando una pubblicazione accademica congiunta polacco-tedesca sull'aspetto dei cambiamenti della popolazione durante la guerra, Eberhardt stima che l'afflusso totale dall'Altreich fosse di circa 500000 persone. Duiker e Spielvogel notano che fino a due milioni di tedeschi si stabilirono nella Polonia prebellica entro il 1942. Eberhardt fornisce un totale di due milioni di tedeschi presenti nell'area di tutta la Polonia prebellica entro la fine del guerra, 1300000 dei quali si trasferirono durante la guerra, raggiungendo la popolazione prebellica di 700000 persone.
| Territorio (regione)                                                      | Numero di coloni tedeschi |
| ------------------------------------------------------------------------- | ------------------------- |
| Reichsgau Wartheland                                                      | 536951                    |
| Reichsgau Danzig-Westpreußen                                              | 50204                     |
| Alta Slesia Orientale                                                     | 36870                     |
| Regierungsbezirk Ciechanów                                                | 7460                      |
| Piotr Eberhardt. Political Migrations in Poland, 1939–1948. Warsaw. 2006. |                           |

L'aumento della popolazione tedesca fu più sensibile nei centri urbani: a Poznań, la popolazione tedesca aumentò dai circa 6000 individui nel 1939 ai 93589 nel 1944; a Łódź, dai circa 60000 a 140721; a Inowrocław, dagli iniziali 956 ai 10713. Nel Reichsgau Wartheland, dove si stabilì la maggior parte dei tedeschi, la quota della popolazione tedesca aumentò dal 6,6% del 1939 al 21,2% del 1943.

### Approfondimenti
- Grant W. Grams, Return Migration of German Nationals from the United States and Canada, 1933–1941, Jefferson, McFarland Publications, 2021.
- R. L. Koehl, RKFDV: German Resettlement and Population Policy 1939–1945, Cambridge, Harvard University Press, 1957.
- Anthony Komjathy e Rebecca Stockwell, German Minorities and the Third Reich: Ethnic Germans of East Central Europe between the Wars, Londra, Holmes & Meier, 1980, ISBN 9780841905405.
- Valdis O. Lumans, Himmler's Auxiliaries: The Volksdeutsche Mittelstelle and the German National Minorities of Europe, 1933-1945, Chapel Hill, University of North Carolina Press, 1993, ISBN 9780807820667.
- (DE, IT) Obermair, Hannes, "Großdeutschland ruft!" Südtiroler NS-Optionspropaganda und völkische Sozialisation – "La Grande Germania chiamaǃ" La propaganda nazionalsocialista sulle Opzioni in Alto Adige e la socializzazione 'völkisch', Tyrol Castle, South Tyrolean Museum of History, 2020, ISBN 978-88-95523-35-4.